# Площадь Академика Басова
Пло́щадь Акаде́мика Ба́сова — площадь в Академическом районе Юго-Западного административного округа Москвы.

## Происхождение названия
Площадь получила название 6 июля 2018 года в честь Николая Геннадиевича Басова (1922—2001) — советского и российского физика. Прежде названия не имела.

## Расположение
Площадь в Москве на пересечении улиц Вавилова и Дмитрия Ульянова.

## Здания и сооружения
Домовладений на площади не числится. Существующие здания и сооружения относятся к улице Вавилова (№ 46, 48; 55/7, 57) и к улице Дмитрия Ульянова (№ 4, корпус 2, 6; 5, 5а, 7а).

## Транспорт
- По улицам, прилегающим к площади, проходят автобусы 57, 119, 529, 934; трамваи 14, 39 (остановка «Дарвиновский музей»).